# Època estadística
Època estadística és un concepte utilitzat per la demografia i per altres ciències socials que al·ludeix, segons els territoris, al període inaugurat pel primer cens de població modern.
Suècia pot ser considerat Estat pioner en la recopilació de dades estrictament demogràfiques, ja que des del 1750 enregistra els naixements i les defuncions. Els EUA van fer el primer cens de població l'any 1790. I ja durant el segle xix, diversos països europeus establiren censos de població.

## La sèrie estadística a Espanya
A Espanya el primer cens de població de la sèrie estadística es va fer l'any 1857, elaborat d'acord amb les normes modernes. Tres anys després, el 1860, se'n va fer una mena de reedició amb les correccions escaients, i sobretot amb detalls importants com els nuclis de poblament dels municipis, dades d'edificis...
La creació el 1870 de l'Institut Geogràfic i Estadístic va suposar que aquest organisme oficial s'encarregués de fer els censos de població, que durant la resta del segle xix continuaren realitzant-se els anys acabats en set: 1877, 1887 i 1897. Una llei de 1887 va establir que els censos es fessin cada deu anys.
Malgrat tot, en el context de la pèrdua de les restes de l'antic imperi colonial (1898), l'any 1900 es realitzà un nou cens de població, alhora que l'Estat establia que els censos es fessin els anys acabats en zero. Així, els següents censos van ser els de 1910, 1920, 1930, 1940, 1950, 1960 i 1970. Cal assenyalar, però, que el cens de 1940 és molt irregular i poc fiable pel desig de les autoritats franquistes d'amagar part de les enormes pèrdues humanes generades per la Guerra Civil Espanyola.
Per tal d'ajustar la realització dels censos amb el començament real de les dècades, des del 1981 els censos espanyols es fan els anys acabats en u: 1981, 1991, 2001 i 2011.